# Philipp von Zesen
Philipp von Zesen, ps. Ritterhold von Blauen (ur. 8 października 1619 w Priorau k. Dessau, zm. 13 listopada 1689 w Hamburgu) – niemiecki poeta, pisarz, tłumacz, teoretyk literatury i języka, purysta językowy.

## Życiorys
Był synem pastora ewangelickiego. W roku 1631 został uczniem gimnazjum w Halle a. S., a w roku 1639 podjął studia retoryki i poetyki na uniwersytecie w Wittenberdze. Od jesieni 1640 do wiosny 1641 przebywa w Hamburgu, tam poznaje dramaturga i poetę Johanna Rista i tamtejsze środowisko literackie. W latach wojny 13-letniej 1641-1648 przebywa w Lejdzie i Amsterdamie. Pracuje jako tłumacz powieści francuskich, niezależny pisarz, korektor w wydawnictwie holenderskim. Zesen odbywa wiele innych podróży. W 1643 podróżuje do Paryża, w tym samym roku zakłada w Hamburgu stowarzyszenie językowe Deutschgesinnte Genossenschaft. Jednym z pierwszych członków stowarzyszenia zostaje Georg Harsdörffer. W roku 1646 jedzie do Wittenbergi w sprawie przyjęcia do elitarnego stowarzyszenia językowego Towarzystwo Owocodajne (Fruchtbringende Gesellschaft), szukając bezskutecznie poparcia ze strony innych literatów. Głównym zastrzeżeniem wobec niego było tworzenie nietypowych neologizmów leksykalnych, ortograficznych, słowotwórczych. Z tego też powodu popada w konflikt z Johannem Ristem. Wreszcie w roku 1649 Zesen zostaje członkiem Towarzystwa Owocodajnego.
W roku 1653 otrzymuje od cesarza tytuł szlachecki, mimo to pozostaje bez stałego zatrudnienia na dworze książęcym, bezskutecznie ubiega się też o stanowisko na dworze królewskim w Kopenhadze. W 1654 wraca do Dessau, rok później przebywa krótko u szwedzkiego namiestnika w Rydze. W roku 1656 znów wyjeżdża do Holandii, gdzie mieszka z niewielkimi przerwami jedenaście lat. Utrzymuje kontakty z tamtejszymi literatami i uczonymi. Niderlandy stają się jego drugą ojczyzną, poznaje język niderlandzki w mowie i piśmie. W roku 1665 publikuje w Amsterdamie niderlandzkie tłumaczenie książki Johanna Arndta Paradiesgartlein – jest to opis Holandii i Amsterdamu. Od roku 1667 do śmierci mieszka na zmianę w Amsterdamie i Hamburgu. Jako znany literat otrzymuje wsparcie finansowe ze strony państwa. Umiera w Hamburgu 13 listopada 1689 roku.

## Twórczość
Jako niezależny twórca uprawiał Zesen różne rodzaje aktywności pisarskiej, był poetą, pisarzem, aktywnym purystą językowym, tłumaczem z języka francuskiego, ale też z języka niderlandzkiego. Jest autorem wierszy lirycznych, pieśni religijnych, powieści, wreszcie rozpraw historycznych czy prac z teorii literatury i teorii języka. Do historii przeszedł jako autor śmiałych, czasem kontrowersyjnych zniemczeń-neologizmów, jak Jungfernzwinger (zamiast: Nonnenkloster), Lusthöhle (Grotte). Austriacki lingwista Peter Ernst uważa jednak, że niesłusznie przypisuje się Zesenowi zniemczenie Gesichtserker (zamiast: Nase, które miał błędnie uznawać za wyraz pochodzenia obcego). Wiele ze zniemczeń gorliwego purysty Zesena utrzymało się do dziś, np. Blumenstrauß (zamiast: Bukett), Verfasser (Autor), Entwurf (Projekt), Vertrag (Kontrakt). Z wielkim uznaniem wypowiadał się na temat działalności Zesena późniejszy pisarz i purysta Eduard Engel w swojej książce Sprich Deutsch! (1916): Żaden niemiecki autor poza Campem nie stworzył tak śmiałych i udanych zniemczeń jak Zesen.

## Dzieła (wybór)
- Melpomene (1638)
- Deutscher Helicon (1640) (poetyka) (do 1656 roku 4 wydania)
- Himmlische Kleio (1641)
- FrühlingsLust oder Lob-, Lust- und Liebeslieder (1642)
- Poetischer Rosen-Wälder Vorschmack (1642)
- Hochdeutsche Sprachübung (1643)
- Liebesbeschreibung Lysanders und Kalisten (1644) (tłumaczenie z francuskiego)
- Die Adriatische Rosemund (1645) (powieść autobiograficzna)

- Lustinne (1645)
- Kurze gründliche Anleitung zur Höflichkeit (1649)
- Leo Belgicus (1660)
- Beschreibung der Stadt Amsterdam (1664)
- Schöne Hamburgerin (1668) (pieśni)

- Assenat (1670)(powieść)
- Reiselieder (1677)
- Simson (1679) (powieść)
- Philipp von Zesen: Sämtliche Werke. hrsg. v. Ferdinand van Ingen (1970–2020).

## Życie prywatne
W późnym już wieku, w 1672 roku, Zesen żeni się z Marią Becker, która usiłuje rozwinąć prywatne przedsiębiorstwo tkackie, jednak te próby kończą się niepowodzeniem.